# BMW R52
La BMW R52 è una motocicletta da strada prodotta dalla casa tedesca BMW Motorrad dal 1928 al 1929.

## Storia del progetto
La R52 fu pensata come una versione migliorata della precedente R42. L'impostazione generale della moto era da turismo, e condivideva telaio e diversi componenti con la R57, versione a carattere sportivo, nonché con le R62 e R63, equipaggiate con motori da 750 cm³. Questo nuovo concetto di modularità era stato introdotto con la R42, la cui versione sportiva era la R47.

## Caratteristiche tecniche
Rispetto alla R42 la cilindrata subì un calo, passando da 494 a 486 cm³.
Tale variazione fu ottenuta cambiando il rapporto alesaggio/corsa, la precedente R42 aveva infatti misure "quadre", mentre sulla nuova R52 si passò ad un motore a corsa lunga. La potenza rimase invariata, 12 CV erogati a 3.400 rpm.
La trasmissione a cardano era sigillata e quindi esente da manutenzione, al contrario delle rivali dotate invece di trasmissione a catena. La frizione era a secco, inizialmente monodisco ed in seguito bidisco.
La produzione, cessata nel 1929, fu di 4.377 esemplari.
Anche a causa della grande depressione, la R52 non fu immediatamente sostituita. La fascia di cilindrata intermedia tra le piccole 250 cm³ e le grosse 750 cm³ rimase sguarnita fino al 1932, quando fu lanciata la R4, anch'essa a vocazione turistica come la R52. A causa delle mutate condizioni economiche, il nuovo modello adottava un più piccolo ed economico 400 cm³.